# Amusco
Amusco és un municipi de la província de Palència, a la comunitat autònoma de Castella i Lleó..

## Situació
El poble d'Amusco es troba a uns 20 kilòmetres de la capital, Palència. És travessat per la carretera nacional N-611 i té a prop la nova autovía A-67.
Amusco també té ferrocarril i per carretera es comunica amb Villoldo, Astudillo i Valdespina.

## Monuments
Destaca al poble l'església de Sant Pere, del segle xiv, anomenada "el Pajarón de Campos"; l'ermita de la Mare de Déu de les Fonts i les restes de l'antiga sinagoga, avui en dia transformada en un restaurant.

## Festes
Les festes d'Amusco són el 29 de juny, en honor de Sant Pere, el patró del poble

## Personatges il·lustres
- Eugenio García Ruiz, periodista i polític republicà.
- Juan José Tamayo, teòleg i escriptor.